# Azzo VI de Este
Azzo VI de Este (1170-noviembre de 1212) fue marqués de Este y señor de Ferrara, hijo de Azzo V d'Este.
En 1192 se volvió a casar con la hija de Humberto III de Saboya, Sophia o Eleanor.
En biografías contemporáneas, Azzo es reputado como una persona más bella que los demás, valiente en las armas, perspicaz y un maravilloso conversador. Azzo es mencionado en el tercer canto de Ludovico Ariosto, Orlando Furioso, donde el hechicero le está hablando a Bradamant sobre sus descendientes.